# Old Bridge (New Jersey)
Old Bridge è un comune degli Stati Uniti d'America, nella contea di Middlesex, nello Stato del New Jersey. Nel 2007 contava 66.044 abitanti.